# Gellius Egnatius
Gellius Egnatius († 295 v. Chr.) war ein Anführer der Samniten während des dritten Samnitenkriegs.

## Leben
Gellius Egnatius wurde wahrscheinlich in der Mitte des 4. Jahrhunderts v. Chr. geboren. Zum Anführer der Samniten wurde Egnatius um 298 v. Chr., während des dritten Samnitenkriegs. Seine Kontrahenten in diesem Kampf gegen Rom waren Appius Claudius Caecus und Lucius Volumnius Flamma Violens.
Nach der Niederlage der Samniten im Zweiten Samnitenkrieg war der Hauptteil des samnitischen Heeres Richtung Etrurien zurückgewichen. Die Römer eroberten daraufhin unter Volumnius die samnitischen Städte (Murgantia, Romulea und Ferentium). Egnatius beschloss mt seinem Heer zum Gegenschlag auszuholen. 296 v. Chr. rekrutierte er ein Heer aus Samniten, Umbrern und Etruskern, diese Armee brach aber wegen Konflikten zwischen den samnitischen und etruskischen Kriegern zusammen. Bei seinem zweiten Versuch rekrutierte Egnatius ein vereintes Heer aus Samniten, Galliern und Senonen, mit dem er den Römern in der Gegend des heutigen Marken entgegentrat. Er verlor aber die Schlacht von Sentinum 295 v. Chr. und kam dabei selbst ums Leben.
Die Samniten hatten damit auch den letzten Krieg gegen Rom verloren.